# Every Woman in Me
«Every Woman in Me» — дев'ятий студійний та третій англомовний альбом канадо-бельгійської поп-співачки Лари Фабіан. У Франції альбом вийшов 8 жовтня 2009. Альбом можна придбати лише на вебсайті співачки, або на її концертах.

## Список композицій
1. "River" (Джоні Мітчелл)
2. "Both Sides Now" (Джоні Мітчелл)
3. "Alfie" (Cilla Black)
4. "Bewitched, Bothered and Bewildered" (Carol Bruce)
5. "Crazy" (Петсі Клайн)
6. "Close to You" (The Carpenters)
7. "Wind Beneath My Wings" (Бетт Мідлер)
8. "Theme from Mahogany" (Даяна Росс)
9. "The Man with the Child in His Eyes" (Кейт Буш)
10. "Why" (Енні Леннокс)
11. "Angel" (Сара Маклахлан)